# Волдемар II фон Путбус
Волдемар II/ Валдемар фон Путбус (на немски: Woldemar II/Waldemar, Herr zu Putbus; * ок. 1465; † сл. 1521 в Путбус на остров Рюген) е багордник от „род Подебуск“ от Дания, господар на Путбус на остров Рюген в Мекленбург-Предна Померания.
Той е син на Николаус II ван Подебуск от Дания († 1479) и съпругата му Ютта Молке (* ок. 1435). Брат е на Предбиорн Клаусен Подебуск/Придбор V, господар на Фозборг и Кьоруп († 1541).
Господарите фон Путбус се казват първо „Подебуск/Подебук“ в Дания и Швеция.
През 1493 г. фамилията се разделя на датска („придборска“) линия при Придбор V и на рюгенска („валдемарска“) линия при Валдемар II. Валдемарската линия получава през 1652 г. службата наследствен маршал на Шведска Померания и Рюген.

## Фамилия
Волдемар II фон Путбус се жени пр. 1500 г. за Агата фон Еверщайн (* ок. 1474; † сл. 1533), дъщеря на граф Лудвиг II фон Еверщайн († 1502) и графиня Валбурга фон Хонщайн-Фирраден (* ок. 1465). Те имат един син:
- Юрген/ Георг I фон Путбус (* 1519 в Путбус; † 29 април 1553), женен ок. 1548 г. за графиня Анна Катарина фон Хонщайн-Фирраден-Швет (1502 – 1567)